# Cameron Stewart
Cameron Stewart es un actor australiano.

## Carrera
En 1994 apareció en la serie The Bill donde interpretó a Ross McInnes en el episodio "On the Latch", más tarde apareció de nuevo en la serie en 1996 ahora interpretando al señor Gibson en el episodio "Remote Control".
En 1995 apareció por primera vez en la serie británica Coronation Street donde interpretó a un policía durante el episodio # 1.3944, más tarde regresó de nuevo a la serie esta vez en el 2005 donde interpretó a un sargento de la policía entre los episodios # 1.6101 y # 1.6294.
En 1999 interpretó a Archie en la serie Heartbeat.
En el 2000 apareció como invitado en las series médicas Doctors donde interpretó a Richard y en Holby City donde dio vida a Trevor Wells.
En el 2004 obtuvo un pequeño papel como oficial de la paz en la exitosa serie de ciencia ficción Farscape: The Peacekeeper Wars
En el 2011 dio vida al profesor Miles Kirkaldie en la serie de abogados Crownies.
El 16 de mayo de 2012 se unió al elenco recurrente de la popular serie australiana Home and Away donde interpretó al detective de la policía Mike Emerson, hasta el 11 de abril de 2016 después de que su personaje fuera promovido y transferido a otra estación en una ciudad diferente. Anteriormente había aparecido por primera vez en la serie en el 2007 donde interpretó a Frank McIntosh durante el episodio # 1.4532.

## Filmografía

### Series de televisión
| Año               | Serie                          | Personaje            | Notas                                       |
| ----------------- | ------------------------------ | -------------------- | ------------------------------------------- |
| 2012 - 2016       | Home and Away                  | Sgt. Mike Emerson    | 55 episodios                                |
| 2014              | Castle                         | Dean Bedford         | episodio 6.18                               |
| 2011              | Crownies                       | Miles Kirkaldie      | episodio # 1.20                             |
| 2009              | Rescue Special Ops             | Colin Taylor         | episodio "Deathbed"                         |
| 2008              | All Saints                     | Barry Glass          | episodio "Echoes"                           |
| 2008              | The Inbetweeners               | Dueño                | episodio "Bunk Off"                         |
| 2007              | Fallen Angel                   | Rev. Derek Cutler    | miniserie - episodio "The Four Last Things" |
| 1995, 2005 - 2006 | Coronation Street              | Oficial de Policía   | 4 episodios                                 |
| 2004              | Farscape: The Peacekeeper Wars | Oficial              | 2 episodios                                 |
| 2002              | Young Lions                    | Gary Beacham         | 2 episodios                                 |
| 2001              | Silent Witness                 | Owen Leonard         | episodio "Faith"                            |
| 2000              | Doctors                        | Richard              | episodio "Confidential Information"         |
| 2000              | Holby City                     | Trevor Wells         | episodio "Letting Go"                       |
| 1999              | Boyz Unlimited                 | Anthony Dear         | episodio # 1.6                              |
| 1999              | Heartbeat                      | Archie               | episodio "Fire and Ashes"                   |
| 1999              | Bondi Banquet                  | Iain Stewart         | -                                           |
| 1997              | Murder Call                    | Renzo                | episodio "The Burial"                       |
| 1997              | Melissa                        | Oficial de Policía   | miniserie                                   |
| 1997              | Big Sky                        | Paramédico           | episodio "It Only Takes One"                |
| 1996              | London's Burning               | Suffolk              | 2 episodios                                 |
| 1996              | Harry's Mad                    | Mr. MacPherson       | episodio "Stark Raving Mad"                 |
| 1994              | The Bill                       | Ross McInnes         | episodio "On the Latch"                     |
| 1993              | Taggart                        | Rev. Peter Armstrong | episodio "Death Benefits"                   |
| 1992              | G.P.                           | Mr. Peel             | episodio "I'm All Right Jack"               |
| 1992              | A Country Practice             | Wardie               | episodio "Reach for the Sky: Part 2"        |
| 1988              | You Rang, M'Lord?              | Squiffy Withers      | episodio "Pilot"                            |

### Películas
| Año  | Película                           | Personaje               | Notas                                                                                          |
| ---- | ---------------------------------- | ----------------------- | ---------------------------------------------------------------------------------------------- |
| 2012 | Flying Blind                       | Andrew Dockings         | junto a Helen McCrory, Kenneth Cranham, Tristan Gemmill, Razane Jammal y Tim Wallers           |
| 2009 | The Turn of the Screw              | Inspector de la Policía | junto a Michelle Dockery, Dan Stevens, Corin Redgrave, Nicola Walker y Edward MacLiam          |
| 2009 | Hammered                           | Michael                 | corto - junto a Jenny Coverack y Paul Mundell                                                  |
| 2006 | Samuel Johnson: The Dictionary Man | Amenuensis              | junto a Roger Ashton-Griffiths, Matthew Ashforde, Julie Covington y Emma Dewhurst              |
| 2004 | The Mystery of Natalie Wood        | Gerente                 | junto a Justine Waddell, Michael Weatherly, Matthew Settle, Colin Friels y Elizabeth Rice      |
| 2001 | Mind Game                          | Bombero                 | junto a Fiona Shaw, Finbar Lynch, Colin Salmon y Chiwetel Ejiofor                              |
| 2000 | Blood                              | Presentador de Noticias | junto a Adrian Rawlins, Lee Blakemore y Phil Cornwell                                          |
| 2000 | A Wreck, a Tangle                  | Oficial de Policía      | junto a Anna Lise Phillips, Damian Walshe-Howling, Rebecca Frith, Nick Jasprizza y Susan Prior |
| 1998 | Masseur                            | 2.º. Masseur            | corto - junto a Kevin Healy y Jeremy Cumpston                                                  |

### Director
| Año  | Título      | Notas                     |
| ---- | ----------- | ------------------------- |
| 2011 | The Flowers | obra de teatro - director |

### Teatro[1]
| Año  | Obra                    | Personaje | Director (a)    | Teatro                 | Notas                                                                                           |
| ---- | ----------------------- | --------- | --------------- | ---------------------- | ----------------------------------------------------------------------------------------------- |
| 2011 | The Dark Room           | -         | Leticia Caceres | Belvoir Street Theatre | junto a Brendan Cowell, Anna Lise Phillips, Billie Rose Pritchard, Leah Purcell y Bjorn Stewart |
| 2005 | Crash                   | -         | Ansuya Nathan   | Newtown Theatre        | -                                                                                               |
| 2002 | Mum's Up The Tree       | -         | Lee Biolos      | Newtown Theatre        | junto a Caroline Kaspar                                                                         |
| 1985 | Murder in the Cathedral | -         | Peter Stocks    | Universal Theatre      | junto a Paul Amarant, Katie Berinson, Libby Caldwell, Diedre Dew y Mathew Lambert               |